# Logan House (Dumfries and Galloway)

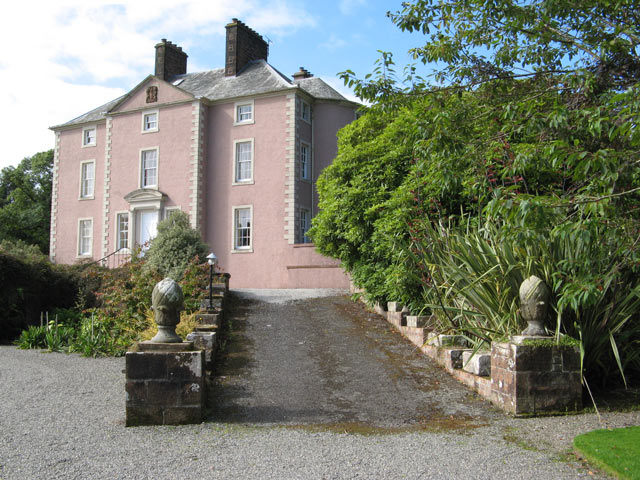
Logan House

Logan House ist ein Herrenhaus nahe der schottischen Ortschaft Port Logan in der Council Area Dumfries and Galloway. 1972 wurde das Bauwerk in die schottischen Denkmallisten in der höchsten Denkmalkategorie A aufgenommen.

## Geschichte
Andrew McDowall gab 1702 den Bau von Logan House als Sitz des Clans McDowall in Auftrag. Der bekannte schottische Architekt David Bryce wurde 1874 mit der Modernisierung und Umgestaltung des Gebäudes beauftragt. Hierbei wurden weite Teile des ursprünglichen Hauses abgebrochen und durch Neubauten im Scottish-Baronial-Stil ersetzt. 1952 wurden Bryce’ Arbeiten abgebrochen und Logan House weitgehend in den ursprünglichen Zustand zurück versetzt.

## Beschreibung
Logan House liegt auf der Halbinsel Rhins of Galloway rund 2,5 Kilometer nördlich von Port Logan in der traditionellen Grafschaft Wigtownshire. Das dreistöckige Herrenhaus ist schlicht klassizistisch gestaltet. Den zentralen Eingangsbereich an der ostexponierten Frontseite flankieren korinthische Säulen, die einen abschließenden, gekehlten Architrav tragen. Das zweiflüglige Eingangsportal ist über eine Vortreppe mit eiserner Balustrade und hölzernem Handlauf zugänglich. An der Rückseite ist ein Drillingsfenster verbaut. Links geht ein einstöckiger Flügel ab. Er weist einen L-förmigen Grundriss auf und gehört zu den erhaltenen Arbeiten Bryce’. Ungleich dem Hauptgebäude sind die Fassaden dort mit Harl verputzt. Die Dächer sind mit grauem Schiefer eingedeckt.